# Аффіле
Аффіле (італ. Affile) — муніципалітет в Італії, у регіоні Лаціо, метрополійне місто Рим-Столиця.
Аффіле розташоване на відстані близько 55 км на схід від Рима.
Населення — 1565 осіб (2014).
Покровитель — Santa Felicita.

## Демографія
Населення за роками:

Станом на 1 січня 2023 року в муніципалітеті офіційно проживали 44 іноземці з 7 країн, серед них 22 громадяни країн Євросоюзу та 2 громадяни України.

## Сусідні муніципалітети
- Арчинаццо-Романо
- Беллегра
- Рокка-Санто-Стефано
- Рояте
- Суб'яко